# Pohorje
Pohorje (tysk Bachergebirge) er en bjergkæde i det nordlige  Slovenien, nær byerne Dravograd og Maribor. Den består af metamorfe bjergartar og er geologisk en del af Centralalperne, men eftersom det ligger så langt mod syd, syd for floden Drava, regnes den ofte som en del af de Sydlige Kalkalper. 

## Bjerge
De vigtigste bjerge er: 
- Rogla (1.517 m)
- Črni vrh (1.543 m)
- Velika Kopa (1.543 m)
- Veliki Vrh (1.347 m)